# Kadosactinidae
Famille
Synonymes
- Kadosactidae

Les Kadosactinidae sont une famille d'anémones de mer, de la super-famille des Metridioidea (sous-ordre des Enthemonae).

## Genres
Les genres suivants sont reconnus :
- Alvinactis Rodríguez, Castorani et Daly, 2008 ;
- Cyananthea Doumenc & Van-Praët, 1988 ;
- Jasonactis Rodríguez, Barbeitos, Daly, Gusmão & Häussermann, 2012 ;
- Kadosactis Danielssen, 1890 ;
- Maractis Fautin & Barbier, 1999 ;
- Marianactis Fautin & Hessler, 1989 ;
- Pacmanactis López-González, Rodríguez & Segonzac, 2005 ;
- Paranthosactis López-González, Rodríguez, Gili et Segonzac, 2003 ;
- Seepactis Sanamyan et Sanamyan, 2007.

## Anatomie
Les membres de cet famille se caractérisent par des muscles basilaires et un sphincter marginal mésogléal fort. Le corps a une base bien développée. La colonne se divise en scapus et scapulus, le premier étant généralement doté d'une cuticule et de tentacules facilement caduques ; elle comporte souvent un anneau distal de mésentères, généralement entre le scapus et le scapulus. Les tentacules sont disposés régulièrement, et leurs faces aborales ont parfois une mésoglée épaissie. Les mésentères ne se divisent pas en macro- et micro-cnèmes, ils sont disposés massivement. Les mésentères, au nombre de six ou douze paires, sont parfaits et fertiles. Les muscles rétracteurs sont étendus, rarement circonscrits. L'acontium, quand il est présent, a des nématocystes basitriques et de grands p-amastigophores microbasiques. Les cnidomes ont des spirocystes robustes, basitriques, holotriches et des p-amastigophores microbasiques.

## Mode de vie et génétique
Certains membres des Kadosactinidae vivent dans des conditions extrêmes. Des anémones du genre Alvinactis prospèrent dans le champ hydrothermal Edmond (dorsale centrale indienne), à 3 000 m de profondeur. La pression y est 300 fois supérieure à la pression au niveau de la mer, la température peut y dépasser 300 °C et la concentration de l'eau en ions Fe2+ et Mn2+ y est très élevée. Le génome de plusieurs individus récoltés en 2018-2019 a été séquencé en 2023 : des gènes appartenant à plus de 700 familles sont significativement différents de ceux d'espèces voisines vivant dans un milieu moins extrême,.